# Gertrud Pesch
Gertrud Pesch OCist (* 1958 in Oberöfflingen, Deutschland) ist eine deutsche Zisterzienserin und seit 2008 Äbtissin des Klosters Oberschönenfeld.

## Ordensleben
Pesch trat 1958 in das Noviziat des Klosters Oberschönenfeld ein und legte 1986 ihre einfache Profess ab. Nachdem sie unter anderem neun Jahre das klostereigene Altenheim leitete, wurde sie 1998 zur Priorin ernannt. Danach absolvierte Pesch eine Ausbildung in geistlicher Begleitung. Im Kloster Oberschönenfeld bietet sie Einkehrtage und Exerzitien im Alltag an.
Am 9. September 2008 wählte der Konvent von Oberschönenfeld Pesch zur Äbtissin. Die Benediktion empfing sie am 24. Oktober 2008 durch Generalabt Maurus Esteva Alsina. Als Co-Visitatorin unterstützt sie Generalabt Mauro-Giuseppe Lepori bei Visitationen im männlichen Zweig der Ordensgemeinschaft der Zisterzienser.